# Лісне Плуксово
Лісне Плу́ксово (рос. Лесное Плуксово, ерз. Пулокс) — присілок у складі Темниковського району Мордовії, Росія. Входить до складу Бабеєвського сільського поселення.
Населення — 8 осіб (2010; 11 у 2002).
Національний склад (станом на 2002 рік):
- мордва — 100 %